# Esquadrão da África Ocidental
O Esquadrão da África Ocidental, também conhecido como Esquadrão Preventivo, foi um esquadrão da Marinha Real Britânica  cujo objetivo era suprimir o comércio atlântico de escravos patrulhando a costa da África Ocidental. Formado em 1808 depois que o Parlamento britânico aprovou a Lei do Comércio de Escravos de 1807 e sediado em Portsmouth, permaneceu um comando independente até 1856 e novamente de 1866 a 1867. 
O impacto do Esquadrão tem sido debatido, com alguns comentaristas descrevendo-o como tendo um papel significativo no fim do tráfico de escravos e outros comentadores descrevendo como tendo poucos recursos e atormentado pela corrupção. Os marinheiros da Marinha Real consideraram que era uma das piores postagens devido aos altos níveis de doenças tropicais. Ao longo de suas operações, conseguiu capturar cerca de 6% dos navios negreiros transatlânticos e libertou cerca de 150.000 africanos. Entre 1830 e 1865, quase 1.600 marinheiros morreram em serviço na Esquadra, principalmente de doenças.

## História
Em 25 de março de 1807, a Grã-Bretanha aboliu formalmente o comércio de escravos, proibindo os súditos britânicos de comercializar escravos, tripular navios negreiros, patrocinar navios negreiros ou equipar navios negreiros. A Lei também incluía uma cláusula que permitia a apreensão de navios sem cargas de escravos a bordo, mas equipados para o comércio de escravos. A tarefa de fazer cumprir a lei era enorme e desafiadora. A fim de fazer cumprir esta decisão em 1808, o Almirantado despachou dois navios para policiar a costa africana. A pequena força britânica foi habilitada, no contexto das Guerras Napoleônicas em andamento, para parar qualquer navio que ostentasse a bandeira de uma nação inimiga. Portugal, no entanto, era uma das maiores nações de comércio de escravos e aliado da Grã-Bretanha contra a França. Em fevereiro de 1810, sob pressão diplomática, Portugal assinou uma convenção que permitia aos navios britânicos policiar a navegação portuguesa.
O corsário Dart, perseguindo traficantes de escravos para lucrar com as recompensas estabelecidas pelo governo britânico, fez as primeiras capturas sob a convenção de 1810. Dart, e em 1813 outro corsário, Kitty, foram os dois únicos navios a perseguir traficantes de escravos com fins lucrativos e, assim, aumentar os esforços do Esquadrão da África Ocidental. A falta de iniciativa privada e sua curta duração sugerem que não foram rentáveis.
Com o fim das Guerras Napoleônicas, o visconde Castlereagh garantiu que uma declaração contra a escravidão aparecesse no texto do Congresso de Viena, comprometendo todos os signatários com a eventual abolição do comércio.  Até 1835 a esquadra só podia apreender navios se fossem encontrados escravos a bordo no momento da captura; não poderia interferir em embarcações claramente equipadas para o comércio de escravos, mas sem escravos a bordo. Se fossem encontrados escravos, uma multa de £ 100 para cada um poderia ser cobrada, uma grande soma; alguns capitães de escravos em perigo de serem pegos tiveram seus cativos jogados ao mar para reduzir a multa.
A fim de processar os navios capturados e, assim, permitir que a Marinha reivindique seus prêmios, uma série de tribunais foi estabelecida ao longo da costa africana. Em 1807, um Tribunal do Vice-Almirantado foi estabelecido em Freetown, Serra Leoa.
Longe do policiamento estilo Pax Britannica das décadas de 1840 e 1850, os primeiros esforços para suprimir o comércio de escravos eram frequentemente ineficazes devido ao desejo de manter boas relações com outras potências européias. As ações do Esquadrão da África Ocidental eram "estritamente governadas" pelos tratados, e os oficiais podiam ser punidos por ultrapassarem sua autoridade.
Comodoro George Collier, com o HMS Creole de 36 canhões como seu carro-chefe, foi o primeiro Comodoro do Esquadrão da África. Em 19 de setembro de 1818, a marinha o enviou ao Golfo da Guiné com as ordens: "Você deve usar todos os meios ao seu alcance para impedir a continuação do tráfico de escravos." No entanto, ele tinha apenas seis navios para patrulhar mais de 5.000 km da costa. Ele serviu de 1818 a 1821.
A maioria dos africanos escravizados libertados pelo esquadrão optou por se estabelecer em Serra Leoa, por medo de serem reescravizados em outros lugares. A partir de 1821, o esquadrão também usou a Ilha de Ascensão como depósito de suprimentos, antes de se mudar para a Cidade do Cabo em 1832.
Quando a Marinha Real começou a interditar navios negreiros, os traficantes responderam adotando Clipper, mais rápidos. No início, a Marinha Real muitas vezes não conseguia capturar esses navios. No entanto, quando a Marinha Real começou a usar clippers de escravos capturados e novos navios mais rápidos da Grã-Bretanha, a Marinha Real recuperou a vantagem. Um dos navios de maior sucesso do Esquadrão da África Ocidental foi um navio capturado, renomeado HMS Black Joke. Ela pegou com sucesso 11 traficantes de escravos em um ano.
Na década de 1840, o Esquadrão da África Ocidental começou a receber navios a vapor, que se mostrou superior em muitos aspectos aos veleiros que substituíram. Os navios a vapor eram independentes do vento e seu calado raso lhes permitia patrulhar as margens e rios rasos. Em meados do século XIX, havia cerca de 25 embarcações e 2.000 pessoas com mais de 1.000 marinheiros locais envolvidos no esforço.
A Grã-Bretanha pressionou outras nações a fazerem tratados que davam à Marinha Real o direito de revistar seus navios em busca de escravos. À medida que o século XIX avançava, a Marinha Real também começou a interditar o comércio de escravos no norte da África, no Oriente Médio e no Oceano Índico.
A Marinha dos Estados Unidos auxiliou o Esquadrão da África Ocidental, começando em 1820. Inicialmente, a contribuição dos EUA consistia em alguns navios, que compunham o Esquadrão da África após o Tratado de Webster-Ashburton de 1842.
Em 1867, a Estação do Cabo da Boa Esperança absorveu a Estação da Costa Oeste da África. Em 1942, durante a Segunda Guerra Mundial, a Estação da África Ocidental foi revivida como um comando independente até 1945.

## Impacto
A Esquadra da África Ocidental apreendeu aproximadamente 1.600 navios envolvidos no tráfico de escravos e libertou 150.000 escravos que estavam a bordo dessas embarcações entre 1807 e 1860.
Robert Pape e Chaim Kaufmann declararam o Esquadrão a ação moral internacional mais cara da história moderna.

### Escravos libertos
Enquanto os escravos libertos eram devolvidos à África, os que vinham do interior não podiam ser devolvidos ao seu local de origem. Frequentemente, eles sofreram em condições terríveis na viagem de volta ou enquanto esperavam que os tribunais julgassem seu caso. Estima-se que 25 por cento daqueles que não puderam ser devolvidos ao seu local de origem morreram antes de serem libertados.
Alguns escravos libertos ingressaram na Marinha Real ou nos Regimentos das Índias Ocidentais. Além disso, 35.850 foram recrutados e transportados para trabalhar nas Índias Ocidentais, nominalmente como aprendizes.

## Crítica
Howard W. French argumentou que o impacto do Esquadrão foi exagerado, chamando-o de "suporte central" para encorajar uma imagem positiva da história britânica em vez de "remorso ou mesmo um diálogo significativo sobre seu passado de comércio de escravos e operação de plantações."
Mary Wills, do Instituto Wilberforce para o Estudo da Escravidão e Emancipação, observou que o Esquadrão estava "ligado a ideias de humanitarismo, mas também desejos crescentes de expansão e intervenção" e observou que "dependia dos africanos para a operação diária de suas atividades", notadamente o povo Kru.

### Condições de trabalho
James Watt escreveu que as tripulações do Esquadrão "estavam exaustas pelo remo pesado em condições tropicais extremas e expostas a febres com sequelas das quais raramente se recuperavam", e que apresentava taxas de doença e mortalidade significativamente mais altas do que o resto da Marinha Real.

## Oficial sênior, Esquadrão da África Ocidental (1808-1815)
Portadores de cargos incluídos: 
|                                               | Classificação | Bandeira | Nome                      | Prazo     |
| --------------------------------------------- | ------------- | -------- | ------------------------- | --------- |
| Oficial sênior, Esquadrão da África Ocidental |               |          |                           |           |
| 1                                             | Comodoro      |          | Edward H. Columbine       | 1808-1811 |
| 2                                             | Capitão       |          | Exmo. Frederick Paul Irby | 1811-1813 |
| 3                                             | Comodoro      |          | Thomas Browne             | 1814–1815 |

## No comando da Estação da Costa Oeste da África

### Comodoro, Estação da Costa Oeste da África (1818-1832)
Portadores de cargos incluídos: 
|                                             | Classificação | Bandeira | Nome                      | Prazo     |
| ------------------------------------------- | ------------- | -------- | ------------------------- | --------- |
| Commodore, Estação da Costa Oeste da África |               |          |                           |           |
| 1                                           | Comodoro      |          | Sir George Collier        | 1818-1821 |
| 2                                           | Comodoro      |          | Sir Robert Mends          | 1822-1823 |
| 3                                           | Comodoro      |          | Senhor Charles Bullen     | 1823-1827 |
| 4                                           | Comodoro      |          | Francisco Augusto Collier | 1826-1830 |
| 5                                           | Comodoro      |          | John Hayes                | 1830–1832 |

### Comodoro/Oficial Sênior, na Estação da Costa Oeste da África (1841-1867)
Portadores de cargos incluídos:
|                                                              | Classificação | Bandeira | Nome                          | Prazo                                            |
| ------------------------------------------------------------ | ------------- | -------- | ----------------------------- | ------------------------------------------------ |
| Comodoro/Oficial Sênior, na Estação da Costa Oeste da África |               |          |                               |                                                  |
| 1                                                            | Comodoro      |          | William Tucker                | 1841-1842                                        |
| 2                                                            | Capitão       |          | John Foote                    | 1842-1844                                        |
| 3                                                            | Capitão       |          | William Jones                 | 1844-1846 (promovido a Comodoro durante o posto) |
| 4                                                            | Comodoro      |          | Charles Hotham                | 1846-1849                                        |
| 5                                                            | Comodoro      |          | Arthur Fanshawe               | 1850-1851                                        |
| 6                                                            | Comodoro      |          | Henrique William Bruce        | 1851-1854                                        |
| 7                                                            | Comodoro      |          | John Adams                    | 1854-1856                                        |
| 8                                                            | Comodoro      |          | Charles Wise                  | 1857-1859                                        |
| 9                                                            | Comodoro      |          | William Edmonstone            | 1860-1862                                        |
| 10                                                           | Comodoro      |          | AP Earley Wilmot              | 1862-1865                                        |
| 11                                                           | Comodoro      |          | Geoffrey Thomas Phipps Hornby | 1866-1867                                        |

A partir de 1867, o posto de comodoro na Costa Ocidental da África foi abolido e suas funções absorvidas pelo oficial superior no Cabo da Boa Esperança.

## Na cultura popular
O Esquadrão da África Ocidental é apresentado nos romances históricos de Lona Manning, A Contrary Wind (2017) e A Marriage of Attachment (2018).
Patrick O'Brian centra a trama de seu romance de 1994, The Commodore, a décima sétima parcela de sua série Aubrey-Maturin, em seu capitão da Marinha Real, Jack Aubrey, recebendo o comando de um esquadrão para reprimir o comércio de escravos na costa da África Ocidental, perto do fim da Guerra da Sexta Coalizão. Embora o esquadrão nunca seja explicitamente chamado de "Esquadrão da África Ocidental", ele cumpre os papéis conhecidos do Esquadrão como existia na época e faz referência à Lei do Comércio de Escravos de 1807.